# Anthony Watson
Anthony Watson (nacido en Ashford el 26 de febrero de 1994) es un exjugador de rugby británico, que jugaba de wing o fullback para la selección de rugby de Inglaterra.

## Trayectoria deportiva
Su debut con la selección nacional de Inglaterra se produjo en un partido contra Nueva Zelanda en Twickenham el 8 de noviembre de 2014.
Ha sido seleccionado para la Copa del Mundo de Rugby de 2015. En la derrota frente a Australia, que significó que Inglaterra no pasaría de la fase de grupos, Watson logró el único ensayo de su equipo. Anotó dos ensayos en la victoria 60-3 sobre Uruguay, que cerraba la participación de Inglaterra en la Copa del Mundo.
Fue seleccionado por Eddie Jones para formar parte del XV de la rosa en la Copa Mundial de Rugby de 2019 en Japón donde lograron vencer en semifinales, en el que fue el mejor partido del torneo, a los All Blacks que defendían el título de campeón, por el marcador de 19-7. Sin embargo, no pudieron vencer en la final a Sudáfrica perdiendo por el marcador de 32-12.

#### Participaciones en Copas del Mundo
| Mundial                       | Sede       | Resultado    | PJ | Tries |
| ----------------------------- | ---------- | ------------ | -- | ----- |
| Copa Mundial de Rugby de 2015 | Inglaterra | Primera fase | 4  | 3     |
| Copa Mundial de Rugby de 2019 | Japón      | Subcampeón   | 6  | 1     |

## Palmarés y distinciones notables
- Campeón de la Aviva Premiership de 2006-07
- Campeón de la Aviva Premiership de 2008-09
- Campeón de la Aviva Premiership de 2009–10
- Campeón de la Aviva Premiership de 2012-2013
- Campeón del Torneo de las Seis Naciones de 2016
- Campeón del Torneo de las Seis Naciones de 2017
- Seleccionado por los British and Irish Lions para la gira de 2021 en Sudáfrica [4]